# 萊恩·詹姆斯·葛達斯基
萊恩·詹姆斯·葛達斯基，紐約市人，美國政治顧問、政治評論員、記者和作家。其專欄文章發表在《Daily Caller》、《美國保守派》、《華盛頓觀察家報》、《新聞週刊》等媒體上。

## 生平
畢業於皇后學院。曾當過皇后區青年共和黨的主席。
2019年2月，成為同一個美國新聞網的政治記者。
2020年，與哈蘭·希爾合著的《他們不願聽：菁英催生了國家民粹主義革命》（They're Not Listening: How The Elites Created the National Populist Revolution）出版。
2021年1月，在《美國保守派》上率先報導了對「林肯計劃」共同創始人約翰·韋佛的性騷擾指控。
2021年5月，成立「1776計劃政治行動委員會」，幫助全美各地拒絕在公立學校引入批判種族理論（CRT）的校董會候選人。

## 外部連結
- 官方网站 （英文）
- 萊恩·詹姆斯·葛達斯基的X（前Twitter） （英文）
- 萊恩·詹姆斯·葛達斯基的Facebook專頁 （英文）
- 萊恩·詹姆斯·葛達斯基在互联网电影资料库（IMDb）上的資料（英文）